# Rasvasaari (ö i Finland, Södra Savolax)
Rasvasaari är en ö i Finland. Den ligger i sjön Juojärvi och i kommunen Heinävesi i den ekonomiska regionen  Nyslotts ekonomiska region  och landskapet Södra Savolax, i den sydöstra delen av landet, 300 km nordost om huvudstaden Helsingfors. Öns area är 14,3 hektar och dess största längd är 0,7 kilometer i öst-västlig riktning.